# ももいろシスターズ
『ももいろシスターズ』は、ももせたまみ作の4コマ漫画。白泉社の青年向け漫画雑誌「ヤングアニマル」に1993年から2002年まで連載された。また、これを原作としたテレビアニメも放送された。ももせたまみの連載デビュー作であり、代表作。略称はももシス。

## 概要
女子高生の妹・桃子とOLの姉・さくらやその周りの人物たちが繰り広げる日常生活、恋愛模様、エッチネタを描いた作品。物語の初期は桃子とさくらの姉妹が中心だが、話が進むにつれて他の人物にもスポットが当てられ「同僚の妹」など面識のない間柄のキャラも登場する。桃子の関係者とさくらの関係者が同時に登場することはほとんどないが、番外編ではその垣根を越えて同時に出演する。連載は9年間だが、作中では7年しか経過していない（桃子達と大谷姉妹が実時間で4年間高校に通っている）。

## 登場人物
作中で結婚により苗字が変わった者は、旧姓のみを表記している。

### 桃子の関係者
村上桃子（むらかみ ももこ）
声 - 白鳥由里
本作の主人公。連載開始当初は女子高に通う高校1年生だったが、後に大学へ進学、卒業後は姉と同じ会社に勤める。自他ともに認めるケチ。当初はカップルを疎んでいたが、彼氏ができてからはたびたび惚気けていた。主人公の割りには出番が少なく、そのことがネタにされることもあった。
清水みき（しみず みき）
声 - 岡本麻弥
桃子のクラスメイト。年上の彼氏がおり、エッチの知識と経験が豊富で、そのことで桃子によく助言を与える。遊んでいるがかなり頭がよく、大学卒業後は大学院に進学した。
金子萌子（かねこ もえこ）
声 - かないみか
桃子のクラスメイト。金持ちの娘。何よりもやおいが好きで、趣味には労力と金を惜しまない。重度のおたくであり、コスプレも趣味としているため、裁縫の腕前はかなりのもの。卒業後、高校の担任だった兵藤と結婚し、娘のハナを儲ける。そのため大学を休学している。
福屋蛍子（ふくや けいこ）
声 - 吉田小南美
桃子のクラスに転入してきた美少女。誰もが認める美人で、性格も良く勉強もよくこなすが、それは外見に見合う自分であろうと努力し続けた結果である。体が弱く、絶えず痔や何らかの婦人病に悩まされている。男性に対しては奥手で、連載中に彼氏ができることはなかった。叔母の勧めで井上と見合いをしたことがある。
戸張章（とばり あきら）
声 - 石田彰
桃子に一目惚れしてアプローチしてきた、2歳年下の男の子。桃子と付き合うようになるが、外見が女の子よりも可愛く、勉強も料理もこなすので桃子の心境は複雑。成績優秀で東大医学部へ進学する。当然、女性の体のしくみにも詳しく、桃子の月経の周期まで知っている。最終回では桃子と結婚する。
兵藤直哉（ひょうどう なおや）
高校の国語教師で、桃子たちの担任。ふとした一言がきっかけで、一回り以上歳の離れた教え子の萌子と結婚（婿入り）することに。教え子時代も結婚後も萌子の趣味には頭を痛めている。しかし話が進むにつれ次第に順応し、最終回では一番変わったとまで評された。後作『ももいろスウィーティー』にも（おそらく）同一人物キャラが登場する。

### さくらの関係者
村上さくら（むらかみ さくら）
声 - 折笠愛
桃子の姉で、ゲーム会社に勤めるOL。連載開始当時23歳。エッチと下ネタとオヤジギャグが大好きで、男性遍歴は数知れず。後に竹口と交際を初め、結婚する。後輩にセクハラなどちょっかいを出すが、姉御肌で慕われてもいる。最終回では夫である竹口の栄転に伴い、夫婦でアメリカへと渡ることになった。
竹口栄一（たけぐち えいいち）
声 - 三木眞一郎
さくらの同僚。遊び好きで過去に淋病を患ったことがあるため、さくらからは「りんちゃん」と呼ばれる。さくらと出会ったのは入社式のときだが、お互いの過去や性格はよく把握している模様。さくらの下ネタにまともについていけるのは夫となった彼だけである。意外と仕事はできるようで順調に出世し、最終回ではアメリカへの栄転が決定している。
倉方由貴（くらかた ゆき）
声 - 根谷美智子
さくらの同僚。同期と思われる。彰一が忙しくなかなか会えないことに不満をもっており、さくらに愚痴をこぼす。苦労の末、できちゃった結婚によりゴールイン。子供の名前はなおや（男）とみずき（女）。次男（かつや）も授かった。初期はギャンブル好きというキャラクターが付いていたが、中盤以降はそのことに全く触れられていない。
倉方美穂（くらかた みほ）
由貴の15歳年下の妹。年を取ってなお夜の生活が盛んな両親の影響で、その手の知識は豊富だが、その意味までは正しく理解していない。後に中学校へ進学し、加藤先生の教え子となる。クラスメイトの由美と絹子といつも一緒にいる。勉強好きの優等生。『ももいろスウィーティー』にて、加藤先生のメールの相手として登場して近況を伝えている。
田中彰一（たなか しょういち）
声 - 松本保典
由貴の彼氏。少女漫画雑誌の編集者をしている。仕事の忙しさと、そのことで由貴に不満をぶつけられるため、気苦労が絶えない。彼が担当している漫画家はどう見ても、ももせたまみである。
佐藤みちよ（さとう みちよ）
高校卒業後に入社した新入社員。「職場で一番若い女の子」という位置づけだった。いつのまにか出番がなくなった。
大谷ゆかり（おおたに ゆかり）
声 - 水谷優子
さくらのいる部署の女子社員。バスト103cmの巨乳だが、本人は好ましく思っていない。さくらによく胸を揉まれる。同僚の土川のことを好きになり、懸命にアプローチをかける。料理が得意で、土川のために創作することもしばしば。結婚してからも互いを苗字で呼んでいるが、夫婦別姓ではない（はずだが、7巻と8巻のキャラ紹介では「土川ゆかり」、9巻と10巻では「大谷ゆかり」になっている）。
土川佳介（つちかわ けいすけ）
声 - 小野坂昌也
さくらのいる部署の男子社員。天然な性格で、爽やかな大食い青年。女性の気持ちに鈍感で、平池や巧野の想いには全く気づかなかった。ゆかりと結婚してからは夜の生活を悪意なく赤裸々に話すようになり、ゆかりを困惑させている。
平池美和子（ひらいけ みわこ）
声 - 黒崎彩子
同じく女子社員。胸はないが、スレンダーな身体と美脚が自慢。自分の脚に興味を示さない土川を振り向かせようと苦心し、惚れていってしまった。土川への気持ちは報われず、玉腰に惚れられてしまう。当初は素っ気無い態度だったが、後期ではまんざらでもなかった模様。
巧野理華（こうの りか）
声 - 長沢美樹
土川の高校時代の後輩。派遣社員として入社し、後に準社員となった。土川のことが好きだが、全く気づいてもらえない。プロレスをはじめとする格闘技が好きで、土川にアピールしていたはずが、いつのまにかプロレス技でじゃれあう父娘や兄妹のような関係になっていった。苗字が功野と書かれていることがたびたびある。
玉腰亘（たまこし わたる）
連載中期に登場した男子社員。平池に積極的に迫っていたが、平池が土川に想いを寄せていることと、下ネタ好きが災いし見向きもされなかった。いつしか「女王様と奴隷」のような関係になっていったが、それ以上の進展はなく、北海道支社に転勤してしまった。
佐藤みさよ（さとう みさよ）
連載後期に高卒で入社した新入社員。みちよの妹。歳を気にしているさくらをからかったり、逆にセクハラを受けたりしていた。同僚の斉藤と結婚するが、さくらを驚かせるためだけに、そのことを隠し続けていた。
斉藤亮（さいとう りょう）
連載後期に異動してきた男子社員。真面目でバカ正直。そこをみさよに気に入られて結婚(婿入り)する。

### その他の登場人物
大谷まりこ（おおたに まりこ）
ゆかりの妹で、るりこの双子（二卵性）の妹。桃子と同じ高校に入学し、3年後輩にあたる。巨乳一家の大谷家において一人だけ貧乳なのが悩み。物言いはきついが、姉のことを思いやっている。下ネタばかり言う担任の井上に初めは反発していたが次第に惹かれていき、高校卒業後に交際を始める。なかなか踏み切れず、エッチするまでには時間がかかった。
大谷るりこ（おおたに るりこ）
ゆかりの妹で、まりこの双子の姉。ゆかり以上の巨乳（104cm）。まりこと顔はそっくりだが性格は反対で、おっとりしていてのろまである。まりこが井上と仲良くなるのを見て、ちょっとしたジェラシーを感じていた模様。
井上（いのうえ）
まりことるりこの担任の数学教師。セクハラ発言ばかりしているが、教師としては有能でその授業は生徒から評判が良い。卒業式の日にまりこに告白されて付き合うが、実は井上の方が先に好きになっていたことを明かす。素振りは見せないが、まりこのことをとても大事にしている。加藤先生とは大学の同期。福屋蛍子と見合いをしたことがある。
加藤宏子（かとう ひろこ）
美穂の担任の英語教師。酒と野球（特に中日）をこよなくこよなく愛する20代。特にお気に入りの選手は朝倉健太投手。彼氏はいない。よく一人で野球観戦したり、酒を飲んだりしているが、孤独を好むわけではなく、相手がいないだけ。生徒たちから慕われ、生徒たちをよくかわいがっている。井上とは大学の同期。初登場以降は出番がかなり多く、倉方美穂らとの掛け合いが目立つ。後作『ももいろスウィーティー』にも登場する。

## 単行本
白泉社 ジェッツコミックス A5判
1. 1995年3月31日発行 ISBN 4-592-13162-2
2. 1996年1月31日発行 ISBN 4-592-13163-0
3. 1996年12月20日発行 ISBN 4-592-13164-9
4. 1997年11月30日発行 ISBN 4-592-13165-7
5. 1998年9月30日発行 ISBN 4-592-13166-5
6. 1999年8月5日発行 ISBN 4-592-13167-3
7. 2000年6月5日発行 ISBN 4-592-13168-1
8. 2001年5月2日発行 ISBN 4-592-13169-X
9. 2002年5月5日発行 ISBN 4-592-13314-5
10. 2002年12月24日発行 ISBN 4-592-13315-3

白泉社 ジェッツコミックス B6判
- ももいろふぁいぶ 2008年3月28日発売 ISBN 978-4-592-14398-7
- ももいろ愛かっぷる 2008年11月28日発売 ISBN 978-4-592-14475-5
- ももいろフレンズ 2009年6月29日発売 ISBN 978-4-592-14476-2
- ももいろリトルシスター 2009年7月29日発売 ISBN 978-4-592-14477-9
いずれも「ももいろシスターズ」の再編集版で描き下ろしあり。
「ふぁいぶ」は3人娘と双子のるり・まり、「愛かっぷる」は土川&大谷カップル、「フレンズ」はみき・萌子・蛍子のストーリー。
「リトルシスター」は桃子&あきらカップルのみを収録。

## テレビアニメ
1998年にTBSのワンダフルアニメコーナーの中で放送された。

### 声の出演
- 村上桃子：白鳥由里
- 村上さくら：折笠愛
- 大谷ゆかり：水谷優子
- 倉方由貴：根谷美智子
- 金子萌子：かないみか
- 清水みき：岡本麻弥
- 福屋蛍子：吉田小南美
- 竹口栄一：三木眞一郎
- 田中彰一：松本保典
- 戸張章：石田彰
- 平池美和子：黒崎彩子
- 巧野理華：長沢美樹
- 土川佳介：小野坂昌也
- 加藤課長：加瀬田進
- 美少女：前田光子
- 女の子：能登麻美子　(能登麻子名義)
- 女の子：谷口恵美

### スタッフ
- 原作 - ももせたまみ（白泉社「ジェッツコミックス」刊）
- 監督 - ボブ白旗
- シリーズ構成 - あかほりさとる
- キャラクターデザイン - 河南正昭
- ゲストキャラクターデザイン - 小坂知
- プロダクションデザイン - 宮崎真一
- 美術監督 - 中山恭子
- 色彩設計 - 昇晴子
- 撮影監督 - 吉田光伸
- 編集 - 森田清次
- 音楽 - 黒澤右文
- 音響監督 - 渡辺淳
- アニメーションプロデューサー - 野口和紀
- アニメーション制作 - スタジオディーン
- 製作協力 - 白泉社、徳間ジャパンコミュニケーションズ
- 製作 - TBS

### 主題歌
エンディングテーマは無し。
オープニングテーマ「MARGARET」
作詞 - 上村洋史 / 作曲 - 上村洋史、城田憲吾 / 編曲 - THE CROSS BROTHERS / 歌 - 佐藤美記子（徳間ジャパンコミュニケーションズ）
挿入歌「ベクトルは上向き」
作詞 - AIKO / 作曲 - 白川明 / 編曲 - 浦田恵司 / 歌 - CAZACY（徳間ジャパンコミュニケーションズ）

### 各話リスト
| 話数      | サブタイトル                            | 脚本           | 絵コンテ   | 演出     | 作画監督     | 放送日         |
| --------- | --------------------------------------- | -------------- | ---------- | -------- | ------------ | -------------- |
| 1         | LET'S BEGIN                             | 玉井豪         | もりたけし | 則座誠   | 河南正昭     | 1998年 8月25日 |
| 2         | ドキドキ夏のダイエット                  | 玉井豪         | もりたけし | 則座誠   | 河南正昭     | 8月26日        |
| 3         | 美人薄命悲運の乙女                      | 玉井豪         | 四阿蔵志   | 則座誠   | 河南正昭     | 8月27日        |
| 4         | いつかきっと…                           | 玉井豪         | 近藤信宏   | 則座誠   | 河南正昭     | 8月31日        |
| 5         | ゆかりちゃんの悩めるお年頃              | TSURU          | 近藤信宏   | 横山広行 | 阿部卓司     | 9月1日         |
| 6         | お弁当は、愛のシンフォニー              | TSURU          | 四阿蔵志   | 横山広行 | 中島ちゅうじ | 9月2日         |
| 7         | ハッピーバレンタイン                    | TSURU          | 近藤信宏   | 横山広行 | 中島ちゅうじ | 9月3日         |
| 8         | 真夏のラブラブファイヤー                | TSURU          | 四阿蔵志   | 横山広行 | 中島ちゅうじ | 9月7日         |
| 9         | カレシ、できました!                     | 矢成ミユキ     | 四阿蔵志   | 吉田俊司 | 坂元恵美     | 9月8日         |
| 10        | ああ、初キッス                          | 矢成ミユキ     | 西村純二   | 吉田俊司 | 田野光男     | 9月9日         |
| 11        | はじめてのぬめぬめ                      | 矢成ミユキ     | 近藤信宏   | 吉田俊司 | 阿部卓司     | 9月10日        |
| 12        | 愛のドッキング                          | 矢成ミユキ     | 近藤信宏   | 吉田俊司 | 加藤茂       | 9月15日        |
| 13        | モーレツ巨乳温泉                        | 玉井豪         | 則座誠     | 則座誠   | 河南正昭     | 9月16日        |
| 14        | できちゃったみたい…                     | 玉井豪         | 四阿蔵志   | 鈴木芳成 | 河南正昭     | 9月17日        |
| 15        | 夢見る結婚引退?!                        | 土井佐知子     | 西村純二   | 鈴木芳成 | 河南正昭     | 9月21日        |
| 16        | さて、現実を直視しよう                  | 土井佐知子     | 西村純二   | 鈴木芳成 | 河南正昭     | 9月22日        |
| 17        | リンちゃんといっしょにカモ狩りにいこう! | 土井佐知子     | 四阿蔵志   | 横山広行 | 畑良子       | 9月23日        |
| 18        | 横を見れば君がいた                      | 土井佐知子     | 近藤信宏   | 横山広行 | 畑良子       | 9月24日        |
| 19        | 流されて…                               | 倉田英之       | 西村純二   | 横山広行 | 畑良子       | 9月28日        |
| 20        | 密林の女王                              | 倉田英之       | 西村純二   | 横山広行 | 畑良子       | 9月29日        |
| 21        | 青い珊瑚礁                              | 倉田英之       | 菱川直樹   | 則座誠   | 阿部卓司     | 9月30日        |
| 22        | 文化祭だヨ!全員集合!!                   | 川崎ヒロユキ   | 四阿蔵志   | 則座誠   | 阿部卓司     | 10月1日        |
| 23        | 恋のおバケ屋敷                          | 川崎ヒロユキ   | 四阿蔵志   | 則座誠   | 阿部卓司     | 10月5日        |
| 24（OVA） | アイドル伝説桃子!?                      | あかほりさとる | Bob白旗    | Bob白旗  | 阿部卓司     | 1999年 7月22日 |

## CD

### 第1期
1996年から1997年に発売。発売元：アルファ・ミュージック
シングル
- アイドルはどこへ行ったの（歌 - 白鳥由里・岡本麻弥・かないみか）／ALDA-2030
- PARADISE2（歌 - 根谷美智子・水谷優子・折笠愛）／ALDA-2031

アルバム／ドラマCD
- ももいろシスターズ HIGH SCHOOL VERSION／ALCA-5140
- ももいろシスターズ OFFICE VERSION／ALCA-5142
- ももいろシスターズ VOCAL MIX モモカン／ALCA-5152

### 第2期
1998年発売。制作：ユーメックス／発売元：東芝EMI
シングル
- FEATURING for HIGH SCHOOL「Ready! Go!」（歌=白鳥由里・岡本麻弥・かないみか・吉田小南美）／TYDY-2109
- FEATURING for OFFICE「for My Reason」（歌=折笠愛・根谷美智子・水谷優子・黒崎彩子・長沢美樹）／TYDY-2110

アルバム／ドラマCD
- ももいろシスターズ2 ラブラブ・ネクスト・ジェネレーション／TYCY-5599
- ももいろシスターズ2 大いなる結婚“寿”／TYCY-5600

ももいろシスターズ TV版オリジナルサウンドトラック/TBS・徳間ジャパンコミュニケーションズ/TKCA-71528
- オープニング・テーマ曲/マーガレット(歌 - 佐藤美記子)/作詞 - 上村洋史　作曲 - 上村洋史＆城田憲吾
- 挿入歌/ベクトルは上向き(歌 - CAZACY)/作詞 - AIKO　作曲 - 白川明
- Instrumental Tracs/作曲 - 大竹幸尚、石井為人、直井和裕